# 黃碧端
黃碧端（1945年11月14日—），台灣文學研究者、散文作家、社會評論家、藝術及教育行政工作者，曾任文化建設委員會主委、教育部次長。
黃碧端為臺灣英美文學研究者、散文作家、媒體時事評論與書評作家、藝術行政與教育工作者，曾擔任國立中山大學外文系主任、國家兩廳院副主任、教育部高教司司長、國立暨南國際大學人文學院院長、國立台南藝術大學校長、行政院文化建設委員會主任委員、行政法人國立中正文化中心藝術總監、總統府國策顧問、中華民國教育部政務次長。2014年7月22日辭卸次長職務，回歸退休生活。同年12月18日為中華民國國際筆會推選為會長，2018年12月31日卸任。

## 早年
黃碧端生於福建省惠安县，1949年隨父母移居台灣，就學於臺北市日新國小、螢橋國小。就讀北一女初、高中，1964年畢業後，陸續取得國立臺灣大學政治學學士（1968年）、碩士（1971年），以及威斯康星大学麦迪逊分校文學博士學位（1980年）。

## 公職經歷
黃碧端歷任教育文化要職，除在大學任教，作育英才外，她擔任中華民國教育部高教司長時，大幅推動高等教育鬆綁，打破大學學費、薪資齊頭之舊規，推動大學法修法，強化大學自治程序、推動大學教授升等自審，並推動學位學程、雙聯學制及總量管制等制度、完成公立大學校務基金設置條例立法。至擔任兩任國立台南藝術大學校長期間，培養國內外獲獎揚名之藝術人才；2004年與莫高窟敦煌研究院及吉美国立亚洲艺术博物馆合作舉辦《敦煌藝術大展》，於國立歷史博物館及高雄市立美術館展出六個月，為伯希和所取敦煌文物百餘年來第一次在華人地區展出。
黃碧端在擔任行政院文建會主任委員任內，主要建設發展方針：一、推動組織再造、充實文化設施；二、扶植藝文產業、形塑文創品牌；三、基層紮根、資源平衡；四、藝術深耕、國際啟航；五、活化文化資、厚植觀光資源。任內並解決高雄「衛武營表演藝術中心」施工延宕多年問題，於2008年底動土；修改表演藝術團隊分級獎助辦法，扶植不同階段之表演藝術團隊；推動「生活美學計畫」；完成文建會改組為文化部之組織架構；完成「文化創意產業發展法」之立法作業等。
2010年3月1日至2013年2月29日為行政法人國立中正文化中心董事會推選擔任藝術總監，期間不僅創下該中心成立25年之最佳營運績效，更與法國國家舞團合作推出年度製作《有機體》，在歐洲連演近百場，好評如湧；其本人亦接替澳洲雪梨歌劇院總監，當選亞太地區最具代表性之表演藝術聯盟 （Association of Asia Pacific Performing Arts Centres；AAPPAC）副主席，其後並當選亞洲文化推展聯盟（Federation for Asian Cultural Promotion；FACP）副主席。
擔任教育部政務次長任內，在東南亞各國、美國、紐西蘭、馬來西亞、印尼、泰國、越南等地辦理10餘場教育展，大幅擴大台灣與國際及兩岸之教育交流，來台國際生得以大幅增加。2014年度大專校院境外學生在臺留學或研習人數總計92,685人，較前一年度增加12,955人，成長率為16.25%，境外生占所有大專校院在學學生人數之6.91%；人數成長及總數均創歷史新高。

## 卸任公職後
卸任後，黃碧端2014年12月18日經中華民國筆會推選為會長。任內適逢創立90周年暨在台復會60周年，任內整理近百年資料辦理筆會歷史回顧展，並主編出版筆會歷史文集《走筆大世界》、《當代台灣文學藝術系列2：美術卷》（Contemporary Taiwanese Literature and Art Series II: ART）（台北：聯經出版公司，2018）。2018年底任滿卸任。

## 著作

### 散文集
- 《有風初起》(台北：洪範書店，1988)
- 《沒有了英雄》(台北：九歌出版社，1993)
- 《期待一個城市》(台北：天下文化出版公司，1996)
- 《昨日風景－黃碧端自選集》(上海：人民出版社，2008)
- 《昨日風景－黃碧端自選集》(香港：天地圖書公司，2009)

### 時論集
- 《記取還是忘卻》(台北：漢光文化事業公司，1989)
- 《在現實中驚夢》(台北：漢光文化事業公司，1991)
- 《在沉寂與鼎沸之間》(台北：三民書局，1993)
- 《下一步就是現在》(台北：九歌出版社，2008)
- 《當真實的世界模擬虛構的世界》(台北：九歌出版社，2000)

### 書評文論集
- 《書鄉長短調》(台北：三民書局，1993)
- 《月光下，文學的海》(台北：天下文化，2006)
- 《黃碧端談文學》(台北：聯經出版公司，2013)

作品篇目參見 （页面存档备份，存于）

### 主編
1968年就讀台灣大學政治系時主編《台大政治學刊》；
1992年於國家兩廳院副主任任內，創辦《表演藝術》 (Performing Arts Review) 月刊。
1997年任教國立暨南大學時，主編《國立暨南國際大學學報》創刊號。